# De dochter van de beroemde vader
De dochter van de beroemde vader is een hoorspel van Martien Carton. De VARA zond het uit op woensdag 12 januari 1977, van 16:03 uur tot 16:30 uur. De regisseur was Ad Löbler.

## Rolbezetting
- Joke Reitsma-Hagelen (Mieke)
- Fé Sciarone (moeder)
- Bert Dijkstra (vader)
- Paul van der Lek (Jacob)
- Olaf Wijnants (Peter)
- Paula Majoor, Gerrie Mantel, Eva Janssen, Frans Somers, Frans Vasen & Cees van Ooyen (verdere medewerkenden)

## Inhoud
De oude Jacob van Dijk, hoofdredacteur van een krant, is op zeventigjarige leeftijd aan een hartinfarct overleden. Op de krant heerst een kleine paniek. Ondanks alle kritiek op de autoritaire houding van de oude Jacob, wordt zijn leiding nu wel gemist. Bovendien maakt men zich zorgen over zijn vrouw Mieke, 20 jaar jonger dan Jacob. Zij heeft lichamelijke klachten. De huisarts verklaarde echter dat zij kerngezond is en gaf haar een verwijsbriefje voor de psychiater. Maar wat moet Mieke bij een psychiater? Verdrietverwerking noemt haar dokter het en opent daarmee voor haar het raam, waardoor zij haar eigen leven overziet. Dat leven blijkt bepaald door twee stromingen: die van haar vader, de beroemde schrijver Hans Grevelink, weggedoken in het isolement van zijn schrijverschap, en die van haar man Jacob, een topjournalist die zoveel contacten had in het maatschappelijk leven. Twee manieren van leven, waaraan Mieke, of zij wilde of niet, deel had. Nu vader en Jacob overleden zijn en haar kinderen van haar zijn vervreemd, moet Mieke haar eigen spoor in het leven vinden…